# Cozia, Mehedinți
Cozia este un sat în comuna Pristol din județul Mehedinți, Oltenia, România.